# Jeraldyne Blunden
Pour les articles homonymes, voir Blunden.
Jeraldyne Blunden, née le 10 décembre 1940 à Dayton dans l'Ohio, et morte le 22 novembre 1999, est une danseuse et chorégraphe américaine.

## Biographie
Jeraldyne Blunden naît Jeraldyne Kilborn le 10 décembre 1940 à Dayton dans l'Ohio. Elle est la fille d'Elijah Kilborn, agent d'assurance, et de Winifred Keith Kilborn, qui travaille à la base aérienne Wright-Patterson. Sa mère joue du piano et son père a une nature artistique, incluant l'écriture de poésie et la danse.
En 1968, elle fonde la compagnie de danse contemporaine de Dayton et devient la directrice artistique de cette troupe afro-américaine qui multipliera les tournées internantionales,,. 
Jeraldyne Blunden meurt le 22 novembre 1999.